# Stanislav Bernard
Stanislav Bernard (ur. 14 października 1955 w Opawie) – czeski przedsiębiorca, współwłaściciel browaru Bernard w Humpolcu. Stanislav Bernard posiada 25% udziałów w spółce Rodinný pivovar Bernard a.s.

## Życiorys

### Działalność zawodowa
Z wykształcenia elektrotechnik. W latach 1975–1980 studiował na Wydziale Mechaniczno-Elektrycznym Wyższej Szkoły Transportu i Łączności w Żylinie. W latach 1980–1990 pracował w wyuczonym zawodzie.
W 1990 roku zaczął prowadzić własną działalność gospodarczą. W 1991 roku wraz z dwoma wspólnikami zakupił zrujnowany państwowy browar w Humpolcu. W ciągu kilku lat, promując go przede wszystkim swoim wizerunkiem i nazwiskiem, uczynił z niego jedną z najlepiej rozpoznawalnych czeskich marek piwa.
W 1993 roku założył prywatną rozgłośnię radiową Radio Vysočina w Igławie. W latach 1993–1999 był jej współwłaścicielem.

### Działalność samorządowa i polityczna
W 1993 roku rozpoczął działalność samorządową i integrowanie środowiska regionalnych czeskich producentów piwa. W tym celu założył Stowarzyszenie Małych Niezależnych Browarów, którego zadaniem stała się obrona interesów i promocja lokalnych, małych browarów w Czechach. W latach 1993–1999 był przewodniczącym tej organizacji. W 2000 roku za swoją działalność został uhonorowany przez stowarzyszenie Sdružení přátel piva tytułem „Piwowarskiej osobowości stulecia”.
Od 2008 roku związany nieformalnie z partią ODS, z listy której kandydował do czeskiego senatu.

## Nagrody
- 2000 Piwowarska osobowość stulecia – nagroda przyznana przez stowarzyszenie Sdružení přátel piva za lobbing w 1994 roku w parlamencie Czech, dzięki któremu obniżono podatek akcyzowy na piwo pochodzące z małych browarów.
- 2000 Brand Manager ČR 2000